# Oğuz Kağan Güçtekin
Oğuz Kağan Güçtekin (Mersin, 6 aprile 1999) è un calciatore turco, centrocampista del Boluspor.

## Caratteristiche tecniche
Ha iniziato la carriera come attaccante, per poi convertirsi a centrocampista difensivo nelle giovanili del Fenerbahçe.

## Carriera

### Club
Cresciuto nel settore giovanile del Fenerbahçe dove è entrato all'età di 9 anni, ha debuttato in prima squadra il 19 novembre 2017 sostituendo Mehmet Topal nei minuti finali dell'incontro di Süper Lig vinto 4-1 contro il Sivasspor. Il 7 agosto 2019 è stato ceduto in prestito al Çaykur Rizespor per una stagione, dove è stato utilizzato principalmente come subentrante collezionando 14 presenze in campionato. Rientrato alla base, il 22 settembre 2020 è stato ceduto nuovamente in prestito, questa volta al Konyaspor.

### Nazionale
Ha giocato nelle nazionali giovanili turche Under-17 ed Under-19.

## Statistiche
Statistiche aggiornate al 28 settembre 2020.

### Presenze e reti nei club
| Stagione        | Squadra         | Campionato      | Campionato | Campionato | Coppe nazionali | Coppe nazionali | Coppe nazionali | Coppe continentali | Coppe continentali | Coppe continentali | Altre coppe | Altre coppe | Altre coppe | Totale | Totale | Totale |
| Stagione        | Squadra         | Comp            | Pres       | Reti       | Comp            | Pres            | Reti            | Comp               | Pres               | Reti               | Comp        | Pres        | Reti        | Pres   | Reti   |        |
| --------------- | --------------- | --------------- | ---------- | ---------- | --------------- | --------------- | --------------- | ------------------ | ------------------ | ------------------ | ----------- | ----------- | ----------- | ------ | ------ | ------ |
| 2017-2018       | Fenerbahçe      | SL              | 8          | 0          | CT              | 5               | 0               | UEL                | 0                  | 0                  |             | -           | -           | 13     | 0      |        |
| 2018-2019       | Fenerbahçe      | SL              | 2          | 0          | CT              | 0               | 0               | UEL                | 1                  | 0                  |             | -           | -           | 3      | 0      |        |
| 2019-2020       | Çaykur Rizespor | SL              | 14         | 0          | CT              | 5               | 0               |                    | -                  | -                  |             | -           | -           | 19     | 0      |        |
| 2020-2021       | Konyaspor       | SL              | 1          | 0          | CT              | 0               | 0               |                    | -                  | -                  |             | -           | -           | 1      | 0      |        |
| Totale carriera | Totale carriera | Totale carriera | 25         | 0          |                 | 10              | 0               |                    | 1                  | 0                  |             | -           | -           | 36     | 0      |        |